# Karl Hedin Bygghandel
AB Karl Hedin Bygghandel er en svensk byggemarkedskæde med 50 varehuse i Sverige. Virksomheden er et datterselskab til Mattsbo Bygghandel og var tidligere en del af AB Karl Hedin. Selskabet blev etableret af Karl Hedin i 1967. I 2023 omsatte de for over 3,2 mia. svenske kroner. De har ca. 500 ansatte.